# Cine Callao
El Cine Callao és un edifici situat en la madrilenya plaça del Callao, primera obra de l'arquitecte Luis Gutiérrez Soto, que la construeix l'any 1926. Es troba al costat de l'edifici Carrión, separat del mateix pel carrer Jacometrezo. L'edifici va ser inaugurat com a sala de cinema el 11 de desembre de 1926 emetent la pel·lícula Luis Candelas, el bandido de Madrid. Juntament amb els cinemes del Palacio de la Prensa formen Callao City Lights. Aquests cinemes són seu de nombroses estrenes, premiers i altres esdeveniments. En 2016, per la celebració de les seves 90 anys, es van celebrar diversos actes commemoratius.

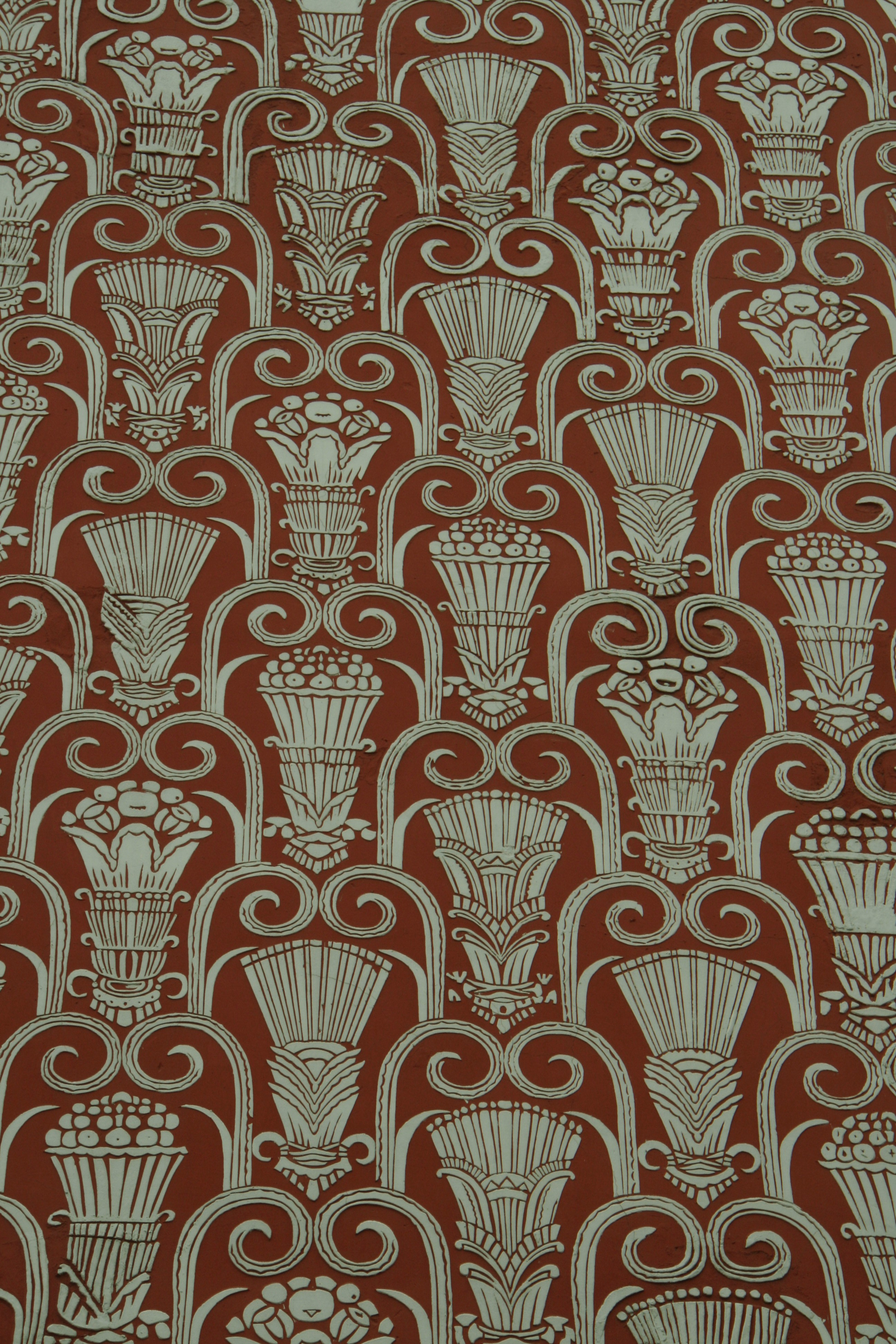
Esgrafiat polícrom de la façana.

## Característiques
L'edifici presenta tendències academicistas amb cert regust neobarroc espanyol i en la seva decoració interior suggeriments vienesos i art déco. Inicialment posseïa un aforament per a mil cinc-centes persones. La seva terrassa està dissenyada per a emetre sessions cinematogràfiques a l'aire lliure. El soterrani de l'edifici es va pensar per a allotjar un Cafè o Cabaret, encara que posteriorment es va adaptar a l'antiga discoteca Xenón.
Actualment dues grans pantalles digitals oculten elements de les seves façanes, com tres grans finestrals i uns ulls de bou. També han desaparegut algunes escultures i altres elements decoratius originals, que poden veure's en fotografies antigues.
La seva cantonada està coronada per una torrassa a manera de far.

## Cinema
El 13 de juny de 1929 es va projectar en aquest cinema la que va ser primera pel·lícula sonora i parlada estrenada a Espanya: El cantante de jazz (The jazz singer).